# Stretford Children's Theatre
Stretford Children's Theatre är en ungdomsteater belägen i Stretford, England. Den grundades på 1940-talet av Bertram H. Holland, och upphörde i slutet på 1970-talet eller i början av 1980-talet. På 1970-talet fanns ett teaterkompani som bestod av tidigare medlemmar i ungdomsteatern. I oktober 2015 samlade Shelly Quinton-Hulme ihop en grupp Stretfordbor för att återstarta teatergruppen och ta den tillbaka till Stretford Public Hall. 
Holland skrev en bok om teatern 1968: Beginners on Stage.

## Historia
Teatern grundades 1945 av B.H. Holland och flyttade till lokaler på Sidney Street efter Bertram Hollands död. Det sista kvarvarande spåret av den tidigare Stretford Children's Theatre är Bertram Holland Trophy (engelska: Bertram Holland-trofén) som ges ut årligen av Greater Manchester Drama Federation.

## Tidigare medlemmar
Bland tidigare medlemmar återfinns Lynn Roden, John Comer, Vicky Ogden, John Mahoney, June Ritchie, och Brian Trueman.